# Bruno Cantone
Bruno Cantone (Alessandria, 10 novembre 1936) è un ex calciatore italiano, di ruolo centrocampista.

## Carriera
Dal 1953 al 1956 fa parte della rosa dell'Alessandria, formazione della sua città natale, in Serie B, pur senza esordire in prima squadra in partite ufficiali nell'arco del triennio; passa quindi alla Vogherese, con cui nella stagione 1956-1957 mette a segno 2 reti in 15 presenze nel campionato di IV Serie. Gioca in IV Serie anche nella stagione 1957-1958 e nella stagione 1958-1959, con la maglia della Novese: nella prima delle sue due stagioni con la squadra piemontese realizza 2 reti in 21 presenze, mentre nella seconda va a segno per 4 volte in 32 incontri disputati.
Nella stagione 1959-1960 prende parte al neonato campionato di Serie D con il Derthona, con cui ottiene un secondo posto in classifica nel girone A, sfiorando quindi la promozione tra i professionisti; in questa annata gioca 31 partite, mentre nella stagione 1960-1961, conclusasi con un terzo posto in classifica in campionato, ne gioca altre 32.
Nella stagione 1961-1962 esordisce in Serie B, con la maglia dell'Alessandria, con la quale torna a giocare dopo 5 anni e con cui disputa 9 partite nel campionato cadetto; rimane in rosa con i Grigi anche nella stagione 1962-1963, nella quale invece gioca da titolare, collezionando una presenza in Coppa Italia e 3 reti in 28 presenze nel campionato di Serie B. A fine stagione viene ceduto al Cosenza, con cui nella stagione 1963-1964 disputa nuovamente il campionato di Serie B, nel quale in questa stagione gioca complessivamente 20 partite, senza reti. A fine anno il Cosenza retrocede in Serie C, categoria nella quale il riconfermato Cantone nella stagione 1964-1965 segna un gol in 24 presenze. Nella stagione 1965-1966, nella quale i calabresi arrivano secondi in classifica ad un punto dalla Salernitana promossa in Serie B, Cantone gioca altre 28 partite di campionato, nelle quali realizza 2 reti; infine, nella stagione 1966-1967, la sua quarta ed ultima con il Cosenza, gioca 13 partite di campionato.
Nella stagione 1967-1968 passa alla Vis Pesaro, con cui totalizza 32 presenze ed un gol nel campionato di Serie C; nella stagione 1968-1969 disputa invece 29 partite di campionato senza reti, ed infine, nella stagione 1969-1970, gioca altre 22 partite nel campionato di terza serie, che i biancorossi concludono con una retrocessione in Serie D. Cantone rimane a Pesaro anche dopo la retrocessione nei dilettanti: nella stagione 1971-1972 segna un gol in 23 partite di campionato, mentre nella stagione seguente, terminata con una retrocessione in Promozione a causa del diciassettesimo (e penultimo) posto in classifica rimediato in campionato, gioca 15 partite.